# Carrozzeria Ghia

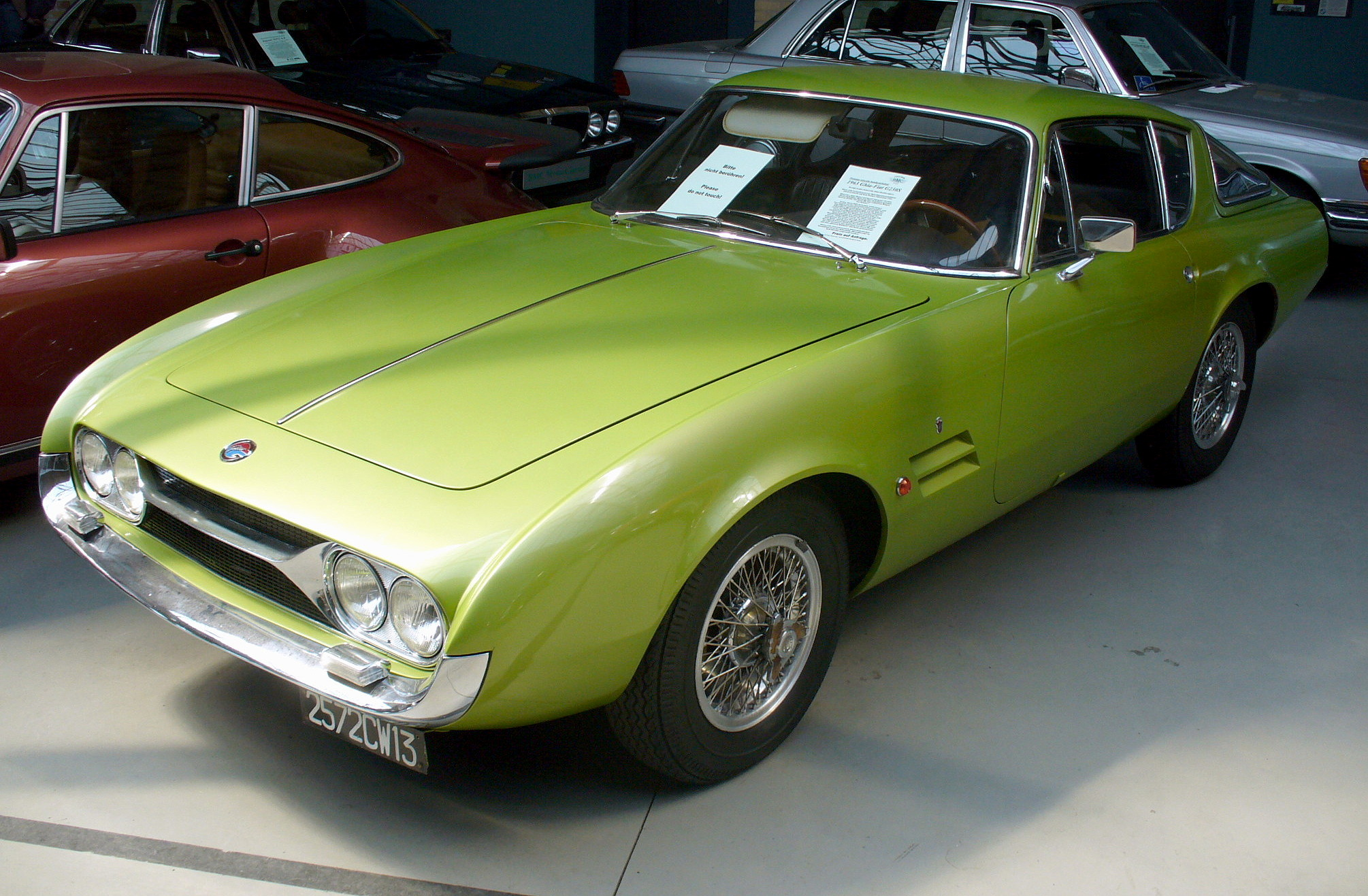
Ghia G 230 S

Carrozzeria Ghia byla italská automobilka a karosárna založená roku 1915 v Turíně. Jejím zakladatelem byl Giacinto Ghia a nejprve se věnovala výrobě karoserií pro jiné automobilky. Firma Ghia je například autorem karoserie vozu Volkswagen Karmann-Ghia. První vůz značky Ghia, který nesl typové označení L.6.4., byl představen až roku 1960. Značnou část dílů dodala americká společnost Chrysler, s níž již Ghia v minulosti spolupracovala. Automobil byl určen pro americký trh, ale příliš úspěchu se mu nedostalo (celkem bylo vyrobeno pouhých 26 kusů). Jedním z prvních, kteří si jej koupili, byl zpěvák Frank Sinatra.
V roce 1960 převzal společnost Alejandro de Tomaso. Během období, kdy firmu vlastnil, vznikl vůz De Tomaso Pantera. Poté, co de Tomaso prodal svůj podíl společnosti Ford v roce 1970, označovala automobilka Ford přídomkem „Ghia“ špičkové modely své produkce. Dnes se Ghia podílí na vývoji designu studia pro Ford.